# Désiré Munyaneza
Désiré Munyaneza (né en 1966) est un commerçant et criminel rwandais. Il a été jugé et condamné au Canada pour crime contre l'humanité relativement au génocide au Rwanda.
Il s'agissait du premier procès tenu au Canada en vertu de la Loi sur les crimes contre l'humanité et les crimes de guerre,, une loi de compétence universelle, entrée en vigueur le 23 octobre 2000 à la suite de la ratification  par le Canada du Statut de Rome de la Cour pénale internationale.

## Poursuites criminelles
Désiré Munyaneza a été arrêté par la Gendarmerie royale du Canada (Section des crimes de guerre à la Division A) le 19 octobre 2005 à Toronto, après cinq ans d'enquête.
Il fut accusé d'avoir participé au génocide au Rwanda. L’acte d’accusation concerne des événements survenus à Butare-ville (commune de Ngoma, préfecture de Butare), au Rwanda, entre le 1er avril 1994 et le 31 juillet 1994. Désiré Munyaneza faisait face à sept chefs d'accusations en vertu de la Loi sur les crimes contre l’humanité et les crimes de guerre : deux chefs de génocide, deux chefs de crime contre l'humanité et trois chefs de crime de guerre.  Munyaneza s’est vu refuser la libération en attente de son procès et est resté détenu durant les procédures.
Le procès a débuté le 26 mars 2007,. Il s'agissait du premier procès en vertu de cette loi, qui permet de poursuivre au Canada des personnes accusées de crimes contre l'humanité, génocide et crimes de guerre.  Il s'est déroulé en français, avec traduction simultanée.  À la demande de l'accusé Munyaneza, le procès s'est tenu devant un juge seul plutôt que devant jury.  Le procès s'est tenu à Montréal devant le juge André Denis de la Cour supérieure du Québec. Une soixantaine de témoins ont été entendus, au Canada et dans le cadre de commissions rogatoires tenues au Rwanda, en Tanzanie et en France. Munyaneza n'était pas présent durant les auditions des témoins se déroulant à l'extérieur du Canada. Une ordonnance de non-publication prohibe la publication de l'identité de la presque totalité des témoins.
Le verdict a été prononcé le 22 mai 2009.  Désiré Munyaneza a été trouvé coupable sur les sept chefs d'accusation ,.
Les représentations sur sentence ont eu lieu en septembre 2009.  La sentence a été prononcée le 29 octobre 2009, Munyaneza étant condamné à la prison « à perpétuité », ce qui signifie en fait qu'il pourra être admissible à une libération après 21 ans,.
Munyaneza a fait appel du verdict de culpabilité, ainsi que de la peine. Le 7 mai 2014, la Cour d'appel rejette son appel et maintient le jugement rendu.

## Dossier d’immigration
Désiré Munyaneza serait passé par le Kenya et le Cameroun avant de venir à Montréal. Sa femme l'aurait rejoint un peu plus tard avec sa fille. La famille vivait à Toronto.
Une décision du 20 septembre 2000 a rejeté la demande de statut de réfugié de Désiré Munyaneza au Canada, en vertu de la clause d’exclusion de l’article 1 F (A) de la Convention relative au statut des réfugiés. Il a été débouté deux fois en contrôle judiciaire. Le 24 janvier 2001, une demande d'autorisation de présenter une demande de contrôle judiciaire de la décision défavorable du tribunal a été rejetée. Une autre requête du demandeur a été  introduite en septembre 2001, en vue d'une réouverture de l'audience portant sur sa revendication du statut de réfugié en se fondant sur ce qui était présenté comme nouveaux éléments de preuve. Le 21 novembre 2001, la Section du statut de réfugié a rejeté la requête du demandeur. Cette requête a été examinée et rejetée par un deuxième tribunal différemment constitué. Finalement, à la suite d'une audience le 6 novembre 2002, une demande de contrôle judiciaire de la décision de ne pas rouvrir l'audience portant sur sa revendication du statut de réfugié a été rejetée.